# Neseis alternata
Neseis alternata är en insektsart som beskrevs av Robert L. Usinger 1942. Neseis alternata ingår i släktet Neseis och familjen fröskinnbaggar. Inga underarter finns listade i Catalogue of Life.